# Distrikt El Algarrobal
Der Distrikt El Algarrobal liegt in der Provinz Ilo der Region Moquegua im Südwesten von Peru. Der am 26. Mai 1970 gegründete Distrikt hat eine Fläche von 747 km². Beim Zensus 2017 lebten 3717 Einwohner im Distrikt. Im Jahr 1993 lag die Einwohnerzahl bei 165, im Jahr 2007 bei 247. Die Distriktverwaltung befindet sich in der 110 m hoch gelegenen Kleinstadt El Algarrobal mit 3694 Einwohnern (Stand 2017). El Algarrobal befindet sich am Río Osmore (Río Moquegua, Río Ilo), 9 km oberhalb dessen Mündung in den Pazifischen Ozean. Etwa 7 km weiter westlich liegt die Provinzhauptstadt Ilo.

## Geographische Lage
Der Distrikt El Algarrobal erstreckt sich über den westlichen Teil des Küstenhochlands im Osten der Provinz Ilo. Die Fernstraße Ilo–Moquegua durchquert den Distrikt. Das Klima ist arid, es dominiert Wüstenvegetation. Lediglich im Flusstal des Río Osmore wird bewässerte Landwirtschaft betrieben.
Der Distrikt El Algarrobal grenzt im Westen an den Distrikt Pacocha, im Norden und Nordosten an den Distrikt Moquegua (Provinz Mariscal Nieto), im Südosten an den Distrikt Ite (Provinz Jorge Basadre, Region Tacna) sowie im Südwesten an den Distrikt Ilo.